# Ењ
Ењ (фр. Aigne) је насеље и општина у јужној Француској у региону Лангдок-Русијон, у департману Еро која припада префектури Безје.
По подацима из 2011. године у општини је живело 267 становника, а густина насељености је износила 24,41 становника/km². Општина се простире на површини од 10,94 km². Налази се на средњој надморској висини од 150 метара (максималној 273 m, а минималној 79 m).

## Демографија
| 1962. | 1968. | 1975. | 1982. | 1990. | 1999. | 2011. |
| ----- | ----- | ----- | ----- | ----- | ----- | ----- |
| 278   | 321   | 265   | 237   | 209   | 234   | 267   |

График промене броја становника у току последњих година